# Heikki Holmås
Heikki Eidsvoll Holmås (né le 28 juin 1972 à Voss dans le Hordaland) est un politicien norvégien (SV) et chef d'entreprise. Il a siégé en tant que membre permanent du parlement norvégien pour Oslo entre 2001 et 2017. Holmås a été Ministre du Développement dans le second gouvernement Stoltenberg du 23 mars 2012 au 16 octobre 2013. Il a été étudiant à la Bergen Katedralskole (1988-1991). Heikki Holmås  est titulaire d'un diplôme d'économie sociale de l'Université d'Oslo et d'un diplôme de troisième cycle en administration des affaires de la Norwegian School of Economics. En 2017, Holmås a été élu président du conseil d'administration de Frivillighet Norge.
Holmås est le fils du bibliothécaire et auteur Stig Holmås et de l'ingénieur/ouvrière textile Ingebjørg Monsen. Il est devenu député suppléant au Parlement en 1997, et député en 2001. Il a régulièrement écrit par le passé dans le magazine féminin Kamille et dans le journal politique de gauche Klassekampens. Il a également contribué à l'article "Difficultés des quotas climatiques" dans le livre - A propos de la gauche et de la politique climatique publiée en 2009 par Forlaget Manifest.

## Participations aux Commissions du Storting
- 2013-2017 membre de la Commission Énergie et environnement.
- 2009-2013 président de la Commission pour l'administration publique et le gouvernement local.
- 2005-2009 membre de la Commission des Finances
- 2001-2005 membre de la Commission pour l'administration publique et le gouvernement local.

## Le joueur
Heikki Holmås est passionné par les jeux de rôle. Il a notamment joué à Donjons et Dragons, y gagnant même des tournois. Il a aussi co-créé la Regncon, une convention de jeux de rôle. Dans les années 1990, il a participé également à de nombreux tournois du jeu de société Diplomatie, étant champion de Norvège en 1994 ou troisième de ce même championnat en 1992, il a également terminé 22e du championnat du monde en 1994 et 11e et 26e des championnats d’Europe 1994 et 1996.